# María Fernanda Mancebo Alonso
María Fernanda Mancebo Alonso, Valencia, fue una historiadora de la universidad y del exilio español en el siglo XX.

## Trayectoria
Catedrática de Instituto y profesora de la Universidad de Valencia, sus líneas de investigación han girado en torno a la historia de las universidades y los movimientos de los estudiantes, la Federación Universitaria Escolar (FUE), así como la memoria de los exiliados republicanos. Doctora en historia con la tesis La Universidad de Valencia de la Dictadura de Primo de Rivera a la Guerra Civil. La FUE, publicada en dos libros: La Universidad de Valencia en guerra. La FUE (1936-1939), 1988 y La Universidad de Valencia. De la monarquía a la república (1919-1939), 1994. En 2008 apareció una obra en donde muestra sus conocimientos y sensibilidad histórica: La España de los exilios: un mensaje para el siglo XXI.
Ha publicado con Yolanda Blasco Gil Oposiciones y concursos a cátedra de historia en la universidad de Franco(1939-1950) (2010).
Casada con Mariano Peset Reig, también historiador, han publicado algunas obras juntos: Historia de las universidades valencianas, volumen primer, 1993, y Cinc segles de la Universitat de València 1994, con otros colaboradores; María Fernanda también colaboró en Bulas, constituciones y documentos de la universidad de Valencia, 2 vols. (1977); y en la Història de la Universitat de València (2000), en especial en el tercer volumen de contemporánea, que tan bien conocía; así como en la edición de los Estatutos de 1921, en Bulas, constituciones y estatutos de la Universidad de Valencia (1999).
A su fallecimiento (2010) se le dedicaron en homenaje los volúmenes del X Congreso internacional de historia de las universidades hispánicas, Facultades y grados, en que se reúne su bibliografía con más de ciento cincuenta publicaciones (volumen I, pp, 23-33). También la Associació Joan Peset i Aleixandre le dedicó el libro La represión franquista en Levante. Fuentes para su estudio. En 2018 apareció el "Homenaje a María Fernanda Mancebo Alonso", editado en Segorbe (Castellón), por la Fundación Max Aub, I.S.B.N.: 978-84-95418-07-4, 218 p.

## Obra
- La Universidad de Valencia en guerra. La FUE (1936-1939), Universitat de València-Ajuntament de València, 1988
- La Universidad de Valencia. De la monarquía a la república (1919-1939), Universitat de València-Instituto Juan Gil Albert, 1994.
- La España de los exilios: un mensaje para el siglo XXI, Universitat de València, 2008.
- Oposiciones y concursos a cátedra de historia en la universidad de Franco (1939-1950), Universitat de València, 2010.